# Jussara Castro
Jussara Castro Yañez, bedre kendt som Jussara Castro (født 21. januar 1982) er en håndboldspiller fra Uruguay son spiller på Uruguays håndboldlandshold.
Hun deltog i VM 2003 i Kroatien, VM 2005 i Rusland og VM 2011 i Brasilien.